# Clazosentan
Clazosentan ist ein Arzneistoff aus der Gruppe der Endothelin-Rezeptorantagonisten. Im Januar 2022 wurde es unter dem Namen Pivlaz in Japan zugelassen zur Vorbeugung gegen spezielle Hirnblutungen (aneurysmatische Subarachnoidalblutung, aSAH).
Die Entwicklung von Clazosentan begann in dem Schweizer Pharmaunternehmen Actelion und ging an dessen Spin-off Indorsia über. 

## Wirkmechanismus
Der Endothelin-1-Rezeptor ist einer der stärksten bekannten Vasokonstriktoren. Clazosentan wirkt an diesem Rezeptor als Antagonist. Nach Subarachnoidalblutungen kann eine Reizung  der Blutgefäße zu einem Vasospasmus und damit verbunden zu einer Minderversorgung des Hirngewebes mit Sauerstoff führen. Eine mögliche Folge kann ein ischämischer Schlaganfall sein. Clazosentan wirkt dieser Vasokonstriktion entgegen.
Die Plasmahalbwertszeit beträgt 6–10 min.  Arzneilich wird das Dinatriumsalz (Clazosentan-Dinatrium) verwendet. 

## Studien
Clazosentan wurde ab 2007 in der Phase III der klinische Studien CONSCIOUS-2 (Clazosentan to Overcome Neurological Ischemia and Infarct Occurring after Subarachnoid hemorrage) zur Behandlung von Vasospasmen nach Subarachnoidalblutungen (Blutgefässverengungen nach starken Hirnblutungen) erprobt. Es konnten keine signifikanten Wirkungen auf die Vasospasmus-bedingte Morbidität und Gesamtmortalität gefunden werden, jedoch traten vermehrt unerwünschte Effekte wie pulmonale Komplikationen, Anämien und Hypotonie auf. Auch eine weitere Studie (CONSCIOUS-3) erbrachte nicht die gewünschten Resultate.
Die Zulassung in Japan beruht auf Daten  aus zwei doppelblinden, randomisierten, placebokontrollierten Phase-3-Studien, in denen die Wirksamkeit und Sicherheit von Clazosentan auf die Reduzierung von Vasospasmen und vasospasmusbedingten Morbiditäts- und Mortalitätsereignissen bei erwachsenen japanischen Patienten nach einer aneurysmatische Subarachnoidalblutung (aSAH) untersucht wurde. Die Patienten wurden 1:1 randomisiert und erhielten Infusionen von entweder Clazosentan oder Placebo bis maximal 15 Tage nach Auftreten der aSAH. Die beiden Studien folgten dem gleichen Studiendesign, wobei die eine Gruppe 221 Patienten einschloss, deren Aneurysma durch chirurgisches Clipping gesichert wurde, und die andere 221 Patienten, deren Aneurysma durch endovaskuläres Coiling gesichert wurde. Beide Studien zeigten, dass Clazosentan das Auftreten von zerebraler Vasospasmus-bedingter Morbidität und Gesamtmortalität innerhalb von 6 Wochen nach aSAH  statistisch signifikant reduzierte. Die Wirkung von Clazosentan auf die Gesamtmorbidität und -mortalität war auch in einer vorgeplanten Analyse der gepoolten Studien signifikant, während in den Einzelstudien ein numerischer Trend beobachtet wurde. Häufigste unerwünschte Ereignisse waren Erbrechen und Anzeichen einer Hämodilution oder Flüssigkeitsretention (Hyponatriämie, Hypoalbuminämie, Anämie, Pleuraerguss, Hirn- und Lungenödem).